# Championnat de Belgique féminin de football 2023-2024
 (novembre 2023).
Si vous disposez d'ouvrages ou d'articles de référence ou si vous connaissez des sites web de qualité traitant du thème abordé ici, merci de compléter l'article en donnant les références utiles à sa vérifiabilité et en les liant à la section « Notes et références ».
Navigation
Super League 2022-2023 Super League 2024-2025
La saison 2023-2024 de la Super League belge de football féminin est la 53e édition de la première division belge et la neuvième Super League, après la fin de la BeNeLeague.

## Fonctionnement
Après une saison régulière avec des matchs aller et retour (soit dix-huit journées), les six premières équipes et les quatre dernières forment deux groupes (play-offs 1 et 2) où elles s'affrontent en conservant la moitié des points acquis en phase classique.

## Promotions, relégations et qualifications
Cette saison, le championnat ne compte que dix équipes en raison de la relégation du Eendracht Alost Ladies en deuxième division.
L'équipe victorieuse participera à la phase de qualification de la Ligue des champions féminine de l'UEFA 2024-2025.

## Localisation des clubs
| \| Standard de Liège Anderlecht La Gantoise Ladies Genk OHL Bruges Fémina WS Charleroi Zulte Waregem KV Malines \| |
| Standard de Liège Anderlecht La Gantoise Ladies Genk OHL Bruges Fémina WS Charleroi Zulte Waregem KV Malines       |

## Compétition[2]

### Saison régulière
| Rang | Équipe             | Pts | J  | G  | N | P  | Bp | Bc | Diff |
| ---- | ------------------ | --- | -- | -- | - | -- | -- | -- | ---- |
| 1    | OHL                | 43  | 18 | 14 | 1 | 3  | 58 | 19 | +39  |
| 2    | Standard de Liège  | 43  | 18 | 14 | 1 | 3  | 39 | 12 | +27  |
| 3    | RSC AnderlechtT    | 42  | 18 | 13 | 3 | 2  | 50 | 16 | +34  |
| 4    | Club Bruges        | 31  | 18 | 9  | 4 | 5  | 34 | 23 | +11  |
| 5    | KRC Genk Ladies    | 30  | 18 | 9  | 3 | 6  | 38 | 22 | +16  |
| 6    | La Gantoise        | 29  | 18 | 9  | 2 | 7  | 27 | 22 | +5   |
| 7    | SV Zulte Waregem   | 17  | 18 | 5  | 2 | 11 | 18 | 26 | -8   |
| 8    | Royal Charleroi SC | 10  | 18 | 2  | 4 | 12 | 14 | 49 | -35  |
| 9    | KV Malines         | 7   | 18 | 2  | 1 | 15 | 18 | 61 | -43  |
| 10   | Fémina White Star  | 7   | 18 | 2  | 1 | 15 | 8  | 54 | -46  |

| Légende : | Légende : |
| --------- | --- |
|           | Qualifiées pour les play-offs 1 |
|           | Versées en play-offs 2 |
|           | T : Tenant du titre P : Promu Pts points ; J nombre de rencontres disputées ; G victoires ; N partages ; P défaites Bp buts marqués ; Bc buts encaissés ; Diff différence de buts |

### Play-offs 1
| Rang | Équipe            | Pts | J  | G | N | P | Bp | Bc | Diff |
| ---- | ----------------- | --- | -- | - | - | - | -- | -- | ---- |
| 1    | RSC Anderlecht T  | 47  | 10 | 8 | 2 | 0 | 29 | 6  | +23  |
| 2    | Standard de Liège | 45* | 10 | 7 | 2 | 1 | 23 | 10 | +13  |
| 3    | OHL               | 41* | 10 | 6 | 1 | 3 | 31 | 12 | +19  |
| 4    | Club Bruges       | 24* | 10 | 2 | 2 | 6 | 10 | 23 | -13  |
| 5    | La Gantoise       | 22* | 10 | 2 | 1 | 7 | 10 | 28 | -18  |
| 6    | KRC Genk Ladies   | 17  | 10 | 0 | 2 | 8 | 9  | 33 | -24  |

| Légende : | Légende : |
| --------- | --- |
|           | Qualification pour la Ligue des champions |
|           | T : Tenant du titre Pts points ; J nombre de rencontres disputées ; G victoires ; N partages ; P défaites Bp buts marqués ; Bc buts encaissés ; Diff différence de buts |

### Play-offs 2
| Rang | Équipe             | Pts | J | G | N | P | Bp | Bc | Diff |
| ---- | ------------------ | --- | - | - | - | - | -- | -- | ---- |
| 1    | Royal Charleroi SC | 16  | 6 | 3 | 2 | 1 | 9  | 6  | +3   |
| 2    | SV Zulte Waregem   | 15* | 6 | 1 | 3 | 2 | 5  | 5  | 0    |
| 3    | Fémina White Star  | 13* | 6 | 3 | 0 | 3 | 5  | 9  | -4   |
| 4    | KV Malines         | 11* | 6 | 2 | 1 | 3 | 8  | 7  | +1   |

| Légende : | Légende : |
| --------- | --- |
|           | Pts points ; J nombre de rencontres disputées ; G victoires ; N partages ; P défaites Bp buts marqués ; Bc buts encaissés ; Diff différence de buts |

* Équipes ayant bénéficié du demi-point d'arrondi supérieur

## Statistiques individuelles[2]
|    | Joueuse             | Club              | Buts |
| -- | ------------------- | ----------------- | ---- |
| 1. | Dilja Zomers        | OHL               | 23   |
| 2. | Amber Barrett       | Standard de Liège | 19   |
| 2. | Nikée van Dijk      | OHL               | 19   |
| 4. | Amélie Delabre      | RSC Anderlecht    | 18   |
| 5. | Lore Jacobs         | RSC Anderlecht    | 16   |
| 6. | Davinia Vanmechelen | Club Bruges       | 14   |
| 7. | Noémie Gelders      | Standard de Liège | 11   |
| 7. | Jeslynn Kuijpers    | OHL               | 11   |
| 7. | Amber Maximus       | La Gantoise       | 11   |
| 7. | Sarah Wijnants      | RSC Anderlecht    | 11   |